# San Lorenzo de Putinza
San Lorenzo de Putinza es un centro poblado peruano, Capital del distrito de Putinza. Se halla en la margen izquierda del río Cañete en la Provincia de Yauyos, Departamento de Lima Capital del Perú.